# 内位
内位（ないい）とは、日本律令制の位階の中核をなす序列である。文位（ぶんい）とも呼ばれている。地方豪族などに与えられる外位や武功によって授けられる勲位と対置される。

## 概要
正一位から少初位下までの30段階に分かれており、更に親王に授けられた品位も広義の内位に含まれる。成立時期は不詳であるが、天智・天武期から貴族の身分を示す指標として機能してきたとみられている。
正一位から従五位下までの14階が天皇から直接授けられる勅授（）とされ、諸王においてはこの範疇において叙位が行われ、諸臣においては貴族身分として位置づけられていた。これに対して正六位上から従八位下までの12階が奏授（）、初位の4階が判授（）とされていた。主として中央官司に仕える者や地方に派遣される外官などを対象とした。
のちに中央でも有力な一部の家系が上位の内位を独占して蔭位の恩恵を受けることで世襲してその恩恵を維持することとなった。